# Erythrococca abyssinica
Erythrococca abyssinica är en törelväxtart som beskrevs av Ferdinand Albin Pax. Erythrococca abyssinica ingår i släktet Erythrococca och familjen törelväxter. Inga underarter finns listade i Catalogue of Life.